# Julius von Kirchmann
Julius Hermann von Kirchmann (5 de noviembre de 1802, Merseburg - † 20 de octubre de 1884, Berlín) fue un jurista y político alemán, cuya doctrina sumamente crítica respecto del saber sobre el Derecho lo ha consagrado como uno de los más grandes críticos de la Ciencia del Derecho de todos los tiempos.

## Datos biográficos
Nacido el 5 de noviembre de 1802, al norte de la ciudad alemana de Merseburg, era hijo del mayor del electorado de Sajonia, Eberhard August von Kirchmann, y de su esposa, Wilhelmine Berger. Tras haberse graduado en secundaria, inició sus estudios de Derecho en la Universidad de Leipzig, aunque con posterioridad se trasladó a la Universidad de Halle, que es donde finalmente se graduó. En torno a 1829, en la misma ciudad de Halle, trabajó como asesor de justicia en el que representó el primero de sus empleos, para cuatro años más tarde ser nombrado juez penal. En 1835, fue designado presidente de la Cámara de Apelación de Querfurt, si bien tiempo más tarde fue enviado a desempeñar la misma función a la Cámara de Torgau.
En 1846 estableció su residencia en Berlín, ciudad en la que accedió al cargo de procurador del Rey (Staatsanwalt). Un año después de fijar su estancia en la actual capital alemana pronunció en la Juristische Gesellschaft zu Berlin, que era el nombre de una academia jurídica berlinesa, una conferencia que llevaba por título Wertlosigkeit der Jurisprudenz als Wissenschaft, cuya traducción literal es La falta de valor de la Jurisprudencia como ciencia, en la que negó de un modo rotundo que la labor desempeñada por los juristas pueda recibir el nombre de ciencia.
Un año después de la conferencia, Kirchmann consiguió el cargo de vicepresidente del Tribunal de Apelación de Berlín, del que fue destituido en 1867 a consecuencia de la defensa que había hecho de los métodos anticonceptivos como mecanismo para solucionar el problema social, en una disertación sobre el comunismo en la naturaleza. Ya fuera de la vicepresidencia publicó dos escritos de notable amplitud — Aesthetik auf Realistischer Grundlage (1868), Ueber dans Prinzip des Realismus (1875) —, que en ningún momento cosecharon el éxito de su conferencia. Además de su trabajo como jurista también participó de forma activa en el ámbito de la política, pues fue diputado del Partido Progresista en el Reichstag entre 1871 y 1876.
Consagrado como uno de los más fuertes críticos de la Ciencia del Derecho de toda la historia, falleció en la ciudad berlinesa el 20 de octubre de 1884.

## Negación de la Ciencia del Derecho
El primer argumento utilizado por Kirchmann para defender su postura negacionista se ampara en el objeto de la Jurisprudencia, cuyas principales características son la contingencia y la variabilidad. Partiendo desde esta perspectiva, el jurista alemán concluyó que es totalmente imposible la construcción de una ciencia respecto de un objeto falto tanto de fijeza como de permanencia. Es así que al trabajar el jurista sobre un objeto en constante cambio, se impediría la aprehensión del mismo. En palabras del propio Kirchmann:

La tierra sigue girando alrededor del Sol, como hace mil años; los árboles crecen y los animales viven como en tiempo de Plinio. Por tanto, aunque el descubrimiento de las leyes de su naturaleza y su poder haya requerido largos esfuerzos, tales leyes son, por lo menos, tan verdaderas para la actualidad como para los tiempos pasados, y seguirán siéndolo para siempre. Muy otra es la situación de la ciencia jurídica. Cuando ésta tras largos años de esfuerzos, ha logrado encontrar el concepto verdadero, la ley de la institución, hace ya tiempo que el objeto se ha transformado. La ciencia llega siempre tarde en relación con la evolución progresiva; no puede nunca alcanzar la actualidad. Se parece al viajero en el desierto: divisa lejos opulentos jardines, camina todo el día y a la noche están tan alejados de él como por la mañana.